# إقليم جيتا
إقليم جيتا هو واحد من 31 إقليم إداري في تنزانيا. تبلغ مساحة الإقليم 20,054 كم2. الإقليم قابل للمقارنة من حيث الحجم بمساحة الأرض المشتركة لدولة سلوفينيا القومية. يحد إقليم جيتا من الشرق بحيرة فيكتوريا وإقليم موانزا وإقليم شينيانغا. يحد الإقليم إقليم تابورا وإقليم كيغوما من الجنوب والجنوب الغربي على التوالي. يقع جيتا على حدود إقليم كاجيرا من الغرب.
عاصمة الإقليم هي مدينة جيتا. سمي الإقليم على اسم بلدة جيتا نفسها. اإقليم هو موطن لأكبر صناعات تعدين الذهب في تنزانيا وكان أيضًا موطنًا لرئيس تنزانيا الخامس الراحل جون ماجوفولي.

## جغرافيا
يغطي إقليم جيتا مساحة 20,054 كم2. يقع الإقليم بين خطي عرض 2 ° 8 'و 3 ° 28' جنوب خط الاستواء وخطي طول 31 ° 15 'و 32 ° 48' شرق غرينتش، يقع إقليم جيتا في شمال غرب تنزانيا. تشترك في الحدود مع خمس مناطق أخرى: إقليم كاجيرا من الغرب والشمال الغربي. منطقتي تابورا وشينيانجا إلى الجنوب؛ إقليم شينيانغا إلى الجنوب الشرقي؛ إقليم كيغوما في الجنوب والجنوب الغربي؛ وإقليم موانزا في الشمال والشمال الشرقي. يقع الإقليم على ارتفاع 1100 إلى 1300 متر فوق مستوى سطح البحر. في الشمال، تطوق مياه بحيرة فيكتوريا الإقليم أيضًا.

### مناخ
يستقبل إقليم جيتا ما بين 900 ملم إلى 1 200 ملم من المطر كل عام. بين موسم الأمطار والفصول الجافة تتراوح درجة الحرارة بين 22 °م (72 °ف) حتى 30 °م (86 °ف) . يمتد موسم الأمطار الأساسي من فبراير إلى مايو، مع موسم الأمطار الأصغر بين سبتمبر وديسمبر. يمتد موسم الجفاف من يونيو إلى سبتمبر.

## تاريخ
أُسس الإقليم في مارس 2012 من أقسام أقاليم شينيانغا وكاجيرا وموانزا. أُسست ستة مجالس، أحدها مجلس المدينة، وخمس ولايات من أجزاء من أقاليم شينيانغا وموانزا وكاجيرا.

## التركيبة السكانية
سكن المنطقة، التي هي الآن إقليم جيتا، شعوب البانتو منذ آلاف السنين. غالبية الناس هم من الباسوكوما والسومبوا . بالإضافة إلى ذلك، هناك العديد من الهايا والزينزا والنيامويزي في الإقليم. يُعد الإقليم موطن أسلاف شعب الزينزا الذين يعيشون على شاطئ بحيرة فيكتوريا.
في عام 2016، أفاد مكتب تنزانيا الوطني للإحصاء أن هناك 1 932 230 نسمة في الإقليم، حيث كان 1 739 530 نسمة في عام 2012.

## اقتصاد
تهيمن صناعة الاستخراج على اقتصاد جيتا وخاصة تعدين الذهب. يعد منجم جيتا للذهب أكبر عملية تعدين تقع في إقليم جيتا، ويبعد بـ 4 كيلومترغرب مدينة جيتا. تملك وتدير شركة أنغلوغولد أشانتي المنجم. الصناعات الرئيسية الأخرى في الإقليم هي الزراعة وصيد الأسماك.
يمر طريقان رئيسيان ممهدان عبر الإقليم من الشرق إلى الغرب: الطريق تي3 (من كاهاما ‏ إلى حدود رواندا)، يمر عبر جنوب الإقليم، بينما يمر الطريق تي4 (من موانزا إلى بوكوبا ) عبر شمال الإقليم.
تقع حديقة جزيرة روبوندو الوطنية على جزيرة في بحيرة فيكتوريا وهي جزء من إقليم جيتا. يمكن الوصول إليه بالعبّارة من ولايتي جيتا وشاتو.
يجري حاليًا بناء جسر كيغونغو - بوسيسي ‏ لربط إقليم موانزا بإقليم غيتا عبر خليج موانزا في بحيرة فيكتوريا. 

## التقسيمات الإدارية
يوجد بالإقليم 6 ولايات مجالس و 122 جناحًا و 474 قرية و 2219 قرية صغيرة.

### الولايات
إقليم غيتا مقسمة إلى ستة مجالس. مجلس بلدي واحد في غيتا، و 5 مجالس ولايات: 
|                      | Geita Town | 192,541 |
| Bukombe District     | 249,416    |         |
| Chato District       | 405,575    |         |
| Geita District       | 704,542    |         |
| Mbogwe District      | 215,404    |         |
| Nyang'hwale District | 164,750    |         |
| المجموع              | 1,932,230  |         |

## معرض الصور
- منجم جيتا للذهب
- منتزه جزيرة روبوندو الوطني في جيتا
- مهبط الطائرات القديم في جيتا عام 2005.
- منتزه جزيرة روبوندو الوطني وبحيرة فيكتوريا، مع فرس النهر في الخلفية.